# Titan Desert
Garmin Titan Desert é uma competição de ciclismo de montanha por etapas, realizada durante 6 dias no deserto de Marrocos (variáveis segundo o ano). O evento foi desenvolvido por Juan Porcar, baseado na filosofia do Paris-Dakar, com percursos muito pouco sinalizados, onde a navegação e a orientação jogam um papel fundamental. A dureza da prova vem marcada pela longa distância das etapas (tendo em conta que é mountain bike) e pelo meio. O deserto é muito exigente para os ciclistas, pelo intensíssimo calor, as fortes rajas de vento, as intermináveis planícies, trechos de areia que freiam ou inclusive devem se cruzar a pé, e pistas muito pedregosas que castigam tanto aos ciclistas como às bicicletas.
Esta prova organiza-a a RPM, especialista neste tipo de eventos. Em 2017, a RPM associou-se com a Amaury Sport Organisation (ASO) para organizar a Garmin Titan Desert.

## Edições

### 2006
Na edição do 2006 os participantes tiveram que superar 350 km pelo deserto distribuídos em 4 etapas. Os ganhadores foram:
- Ganhador Absoluto: Pedro Vernis
- Sub-23: Josep Borràs Tarancón
- Mestrado: Aleix Bargans
- Feminina: Amparo Ausina

### 2007
A edição do 2007 esteve marcada pela presença de ex corredores profissionais e da chuva. Abraham Olano, Peio Ruiz Cabestany e Melchor Mauri lutaram com quase 300 corredores na titánica competição.
As fortes tempestades que caíram nos primeiros dias da competição obrigaram à organização a mudar o percurso. Dos 450 km previstos em 5 etapas, correram-se 240 km mais 135 km de enlaces por estradas em 4 dias.
- Ganhador Absoluto: Melchor Mauri
- Sub-23: Josep Borràs Tarancón
- Mestrado: Gonzalo Ceballos Cortes
- Feminina: Isabel Gandía Martínez

### 2008
Voltou a contar com destacados ex ciclistas profissionais como Claudio Chiappucci ou os já habituais Mauri ou Cabestany. Ainda assim, impôs-se com autoridade o bejarano exprofesional Roberto Heras.
- Ganhador Absoluto: Roberto Heras
- Feminina: Núria Lauco Martínez

### 2009
Na edição do 2009 os participantes tiveram cinco longos dias de competição atravessando 500 quilómetros do deserto marroquino, para finalizar os participantes da quarta edição da Nissan Titan Desert.
Os ganhadores foram:
- Ganhador Absoluto: Israel Nuñez
- Feminina: Ariadna Tudel
- Equipas: CMR‐Evolution

### 2010
A edição 2010 da Nissan Titan Desert disputou-se do 3 a 7 de maio entre as localidades de Arfoud e Ouarzazate, com 480km de percurso teve duas grandes etapas de montanha que coroaram a Roberto Heras como vencedor, por segundo ano, da dura prova marroquina. Com recorde absoluto de inscritos 328 participantes tomaram a saída e depois de 5 etapas 289 chegaram a meta. A grande surpresa deram-na os participantes da República Checa Ondrej Fojtik e Martin Horak que dominaram as duas primeiras etapas da edição 2010.
- Ganhador Absoluto: Roberto Heras
- Feminina:  Nuria Lauco
- Equipas: RadikalBikes

### 2011

#### Resumo
Quase 500 participantes chegaram a Erfoud em Marrocos, durante a manhã do dominga 8 de maio. Ao longo de toda a jornada, foram passando os controles administrativos e de verificações para a sexta edição da Milénio Titan Desert by Powerade. Com temperaturas a mais de 35.ºC os participantes pareciam contentes e confiados apesar do que esperava-lhes nos dias seguintes.
A primeira etapa, entre Erfoud e Boudnib, com 87km de percurso, representa o primeiro obstáculo para os participantes. O calor apertava nas dunas de Erfoud e Roberto Heras foi capaz de aproveitar a sua experiência sobre o terreno e tomou alguns minutos de vantagem sobre seus principais rivais. Ele e seu colega de equipa, o português Luís Leão Pinto, se escaparam do resto do grupo e começaram a ganhar terreno e atingiram uma vantagem de 8 minutos no passo pelo segundo CP.
Depois deles, o resto do grupo começava a apertar forte e Roberto Heras e seu colega sofriam pelo esforço realizado… por detrás o grupo começava a lhes atingir e no Avitualamento 3 a vantagem se tinha reduzido a tão só 3 minutos. Pinto avisava a Heras que não era capaz de manter o ritmo pelo que o espanhol teve que realizar os 20 últimos quilómetros em solitário com Milton Ramos e Triki Beltrán lhe calcando os calcanhares.
Na linha de meta, Roberto Heras mantinha uma vantagem de 56 segundos sobre Milton Ramos, distância suficiente para manter-se optimista face às seguintes etapas.
Nos seguintes quatro dias, Roberto Heras e Milton Ramos jogaram ao gato e ao rato marcando-se de perto nos sectores cronometrados. Quando Heras realizava um movimento de ataque, Milton lhe seguia e quando Milton tentava se escapar, Heras ou Pinto ou qualquer do grupo atacante estava aí para evitar que escapasse.
Ao final da quinta etapa, a diferença entre Heras e Ramos era de tão só 54 segundos depois de 500km. Os favoritos estavam preparados para o último assalto em Espanha.
A última etapa de Abla a Granada, com 110km e 2000m de desnível positivo acumulado deviam decidir ao ganhador da carreira. Dantes da saída da etapa, Roberto colocou a sua bicicleta justo por trás da de Milton, como querendo dizer: ‘Não vais ir bem longe’. Mas Milton queria jogar a sua última carta numa das grandes pendentes da etapa. No quilómetro 60, atacou e tentou conseguir algo de vantagem enquanto passavam pelo segundo ponto de controle mas Pinto e Heras lhe atingiram ao cabo de poucos quilómetros. Sem muitas mais opções para o espanhol de origem hondurenha, Milton e Heras cruzaram a linha de meta juntos e o bejarano converteu-se em ganhador da prova do deserto por terceira vez.

### 2012

#### Resumo
Roberto Heras tem conseguido a sua quarta vitória na Milénio Titan Desert by Gaes depois das conseguidas em 2008, 2010 e 2011 e aos seus 38 anos contínua com o seu reinado na carreira do deserto. O ciclista espanhol tem superado ao português Luís Leão Pinto em mais de nove minutos, gerindo à perfeição a renda obtida na quarta etapa na montanha. Em terceira posição finalmente tem acabado as checo Tomadas Vrokrouhlik depois de uma intensa luta com Milton Ramos e Eduardo Gonzalo. A vitória em categoria feminina tem sido para a estadounidense Rebecca Rusch, que tem conseguido se tirar a espinha fincada desde a passada edição em que foi subcampeona.
Na Milénio Titan Desert by Gaes 2012 tem tocado o seu fim com a última etapa de 102,97km entre Mcissi e Maadid. A jornada tem estado marcada pela intensa marcação que tem realizado Roberto Heras sobre o seu grande rival Luís Leão Pinto que se viu condicionado pelo ritmo imposto no grupo atacante que tem estado formado por mais de 30 ciclistas até passo pelo primeiro ponto de controle.
Ao passo pelo ponto kilométrico 30 Milton Ramos tem sofrido um furo e ficou descolado, momento em que Vrokrouhlik tem aproveitado para sair muito forte do grupo e reduzir os quatro minutos de vantagem que tinha o hondurenho sobre ele. Com ele se foi Pinto e depois do português seguia Roberto Heras dividindo o grupo de cabeça e deixando tão só uma dezena de sobreviventes à frente do pelotão.
À medida que acercavam-se à linha de meta os principais favoritos tomavam posições para disputar a vitória de etapa e nos últimos metros Luís Leão Pinto lançava um ataque para conseguir o triunfo de etapa e Roberto aguentava o ataque até mesma linha de meta onde o português se adjudicou a quarta vitória de etapa desta edição.
Roberto Heras assegurava depois de cruzar a linha de meta: "Estou muito feliz e orgulhoso de ter conseguido minha quarta vitória nesta carreira que está a ser mais e mais complicada a cada ano. Não temos tido nem uma jornada de descanso e todas as etapas têm estado carregadas de dificuldades. Graças à equipa tenho podido conseguir uma nova vitória. Sento-me muito bem nesta carreira, mentalmente estou muito forte e nesta carreira é quiçá o que mais conta".
Luís Leão Pinto mostrou-se muito satisfeito pela sua segunda posição na geral "Estou muito contente de ter lutado pela vitória, tenho tido em Roberto um grande rival e todos sabemos que Roberto é muito Roberto, é um competidor excepcional e um grande amigo. Alegro-me muito por ele"

### 2013

#### Resumo
De princípio a fim, na Milénio Titan Desert by GAES tem tido um grande dominador, o português Luis Leão Pinto (Bicis Esteve). Coroado como novo Rei do Deserto, o luso consegue assim a sua melhor vitória nesta épica prova pelo deserto de Marrocos. Depois de ter finalizado no passado ano em segunda posição, Pinto sucede no livro de ouro da carreira a Roberto Heras. Acompanham-lhe no pódio Milton Ramos (Líder-Unical) e o checo OndrejFojtik (X-SportsCannondale).
A última etapa da Milénio Titan Desert by GAES tem sido praticamente uma homenagem para todos os sobreviventes, esses ‘titanes’ que se deixaram o alma para poder obter o maillot de ‘finisher’. Neste último esforço, de 60 quilómetros entre Merzouga e Maadid, levou-se a vitória o checo Fojtik, depois de superar ao sprint a Milton Ramos e ao próprio Pinto.
Já na meta, o português não podia conter a sua emoção, após uma semana muito dura na que tem tido que superar as armadilhas do deserto e os ataques dos inimigos. Pinto baseou o seu triunfo na carreira do deserto graças a uma espectacular actuação na primeira etapa, onde com um ataque demolidor deixou atrasados a todos seus rivais.
Com uma renda de 8 minutos e meio sobre os seus principais oponentes, Pinto tem sabido regular e controlar a carreira quando tem sido necessário, e sofrer quando na etapa das dunas Milton Ramos quase lhe dá a volta à classificação. Finalmente o seu triunfo tem sido por 2 minutos e 7 segundos com respeito ao hispano-hondurenho.
“Para mim ganhar na Milénio Titan Desert by GAES era importantíssimo, o tinha como um objectivo em minha carreira desportiva. Penso que isto é um ponto firme na minha carreira, porque com isto vou tomar uma decisão importantíssima”, tem adiantado o português, muito feliz pela vitória.
O campeão lembrou-se de Roberto Heras, ao que sucede no palmarés, e tem lamentado que tivesse que abandonar por uma fractura de clavícula.
A oitava edição da Milénio Titan Desert by GAES tem deixado grandes nomes, como o do italiano MarzioDeho –vencedor de duas etapas aos 44 anos-, o checo OndrejFojtik –terceiro no pódio- ou Claudia Galicia, a incontestável dominadora na categoria feminina.
Mas, sem dúvida, o mais importante tem sido ver como todos aqueles amantes do mountainbike que não são profissionais se sacrificaram ao máximo para conseguir seu sonho, chegar à meta de Maadid. Uma recompensa enorme depois de muitos meses de preparação, e uma experiência inolvidável.

### 2014
A edição 2014 da Titan Desert by GARMIN teve como ganhador ao checo Ondrej Fojtik (X-Sports Cannondale), que depois de vários anos no pódio (segundo em 2010 e terceiro em 2013), ao fim pôde obter o triunfo final desta épica carreira. A prova, em sua nona edição, é recordada por ser a mais dura disputada até ao momento, já que foi a mais longa da história com mais de 700 quilómetros em 6 etapas.
A participação foi de um total de 425 'bikers'. O checo Fojtik deu um golpe de autoridade na etapa 5, onde conseguiu se vestir de líder depois de um ataque na jornada do passo de dunas e o inovador Passo Garmin -trecho de 40km sem flechar-. Na classificação final, o hispano-hondurenho Milton Ramos foi segundo e o espanhol Óscar Pujol, vencedor de uma etapa, terceiro.
Foi uma edição muito dura, mas que deixou grandes sensações entre todos os participantes com a saída em Midelt, os ciclistas enfrentaram jornadas de alta montanha pelo Atlas marroquino até chegar à zona mais desértica de Erfoud. A etapa final, concluiu em Maadid. Em femininas, a catalã Claudia Galicia foi a grande dominadora impondo-se em todas as etapas e no geral final.
Cabe destacar a participação do primeiro diabético do mundo em realizar esta dura prova, Antonio Lledó, um cartagenero que soube demonstrar que com diabetes também se pode acabar uma Titan Desert. O esforço e a superação foram seus principais valores.

### 2015
A edição do Décimo Aniversário da Titan Desert by Garmin superou todos os recordes de participação com 603 participantes. Esta edição supôs a consagração do colombiano Diego Alejandro Tamayo (Zarabici-Trek) como vencedor da carreira, demonstrando que foi o mais regular de todos os participantes que tomaram a saída em 27 de abril. Os espanhóis Ibon Zugasti (Probike) e Enrique Morcillo (Scott Team), completaram o pódio.
Tamayo sentenciou a carreira na etapa Garmin de navegação, onde foi o melhor dos favoritos e tirou da liderança de José Silva, que se tinha imposto na primeira etapa e dominava com autoridade a carreira. Na última etapa, o colombiano unicamente marcou a Ibon Zugasti para assegurar-se a liderança e poder celebrar seu triunfo.
A décima edição da carreira teve como principal novidade uma etapa completa de navegação, sem nenhum tipo de sinalização, maximizando a aventura dos bikers. Entre os participantes desta edição encontraram-se personagens tão destacadas como o ganhador do Tour de 2006 Oscar Pereiro, o excapitão do Atlético de Madri Roberto Solozábal, a ex capitã da selecção espanhola de basquete Elisa Aguilar, ou o exjogador de basquete Iñaki de Miguel. Também o jornalista de Fórmula 1 Antonio Lobato.

### 2016
A décima primeira edição da Gaes Titan Desert by Garmin celebrou-se do 24 a 30 de abril de 2016. A prova descobriu pela primeira vez a província de Ifrane, onde se disputaram duas etapas montanhosas, de paisagem praticamente alpina. Depois de uma jornada de mudança, a carreira chegou ao deserto para disputar mais quatro etapas. O vencedor na classificação geral absoluta foi o espanhol Josep Betalú, por adiante do vasco Julen Zubero e o português José Silva. Em femininas, Ramona Gabriel dominou a Titan com mão de ferro e inscreveu pela primeira vez o seu nome no palmarés.

### 2017
A décima segunda edição da Gaes Titan Desert by Garmin será recordada pelas suas espectaculares paisagens, a sua dureza extrema e pela batalha titánica que protagonizaram Josep Betalú e Roberto Bou, numa carreira com emoção até final. Betalú impôs-se unicamente por 35 segundos na geral, na edição mais ajustada da história. Na categoria feminina foi a catalã Anna Ramírez quem se levou o prêmio como vencedora. Uma edição espectacular de puro deserto para recordar.

### 2018
A décimo terceira edição da carreira teve lugar de 29 de abril a 4 de maio de 2018. Um percurso de 620 quilómetros de distância e 7 500m de desnível repartidos em 6 etapas, com início em Boumalne Dades numa primeira etapa em bucle, para finalizar a aventura em Maadid. Uma edição que bateu numerosos recordes: recorde de participantes, com 612 inscritos; recorde de finishers, com um total de 546 chegados a meta; recorde de participação feminina, com 70 mulheres na prova; e com mais de 15% de corredores estrangeiros provenientes de 24 países. Josep Betalú, ciclista do Doctore Bike Team – BMC conseguiu a sua terceira coroa consecutiva. E na segunda posição classificou-se Ramón Sagués e terceiro Roberto Bou. Em categoria feminina, Ramona Gabriel alçou-se com a vitória dominando a todas suas rivais des do primeiro dia. Anna Ramírez, a vigente vencedora, terminou segunda e o pódio completou-o Veerle Cleiren em terceira posição.

### 2019
A Garmin Titan Desert 2019 teve lugar de 28 de abril a 3 de maio de 2019, em Marrocos. Josep Betalú e Anna Ramírez converteram-se nos flagrantes vencedores da carreira, que começou em Merzouga e pôs a sua meta em Maadid. Pelo caminho, 600 quilómetros de areia, montanhas, preciosas paisagens, esforço… Uma aventura maravilhosa que contagia a cada vez a mais ciclistas de todo mundo.
Joaquim Purito Rodríguez, Sylvain Chavanel, Abraham Olano, Haimar Zubeldia ou José Luis Carrasco têm sido alguns dos ilustres participantes desta edição. De todos eles, um nome tem destacado sobremaneira. Vinha de ganhar em 2016, 2017, 2018… e também o fez em 2019. Josep Betalú domina o deserto como ninguém e se converteu no primeiro ciclista na história da Titan em conseguir quatro vitórias de forma consecutiva. Roberto Heras, soma o mesmo número, mas não de forma consecutiva.

## Palmarés
| Edição | Data | Campeão               | Subcampeón             | Terceiro                  | Campeã feminina          |
| ------ | ---- | --------------------- | ---------------------- | ------------------------- | ------------------------ |
| I      | 2006 | Pedro Vernis De Prats | Josef Ajram            | Mauro Carné Carcas        | Amparo Ausina Pérez      |
| II     | 2007 | Melcior Mauri         | Miguel Angel Saez      | Santi Prat                | Isabel Gandía Martínez   |
| III    | 2008 | Roberto Heras         | Joan Llordera          | José Raul Hernández Silva | Núria Lauco Martínez     |
| IV     | 2009 | Israel Núñez          | Ismael Ventura Sánchez | Melcior Mauri             | Ariadna Tudel            |
| V      | 2010 | Roberto Heras         | Ondrej Fojtik          | Marc Trayter Alemany      | Núria Lauco Martínez     |
| VI     | 2011 | Roberto Heras         | Milton Ramos           | Luis Leão Pinto           | Celina Santos Carpintero |
| VII    | 2012 | Roberto Heras         | Luis Leão Pinto        | Tomas Vrokrouhlik         | Rebecca Rusch            |
| VIII   | 2013 | Luis Leão Pinto       | Milton Ramos           | Ondrej Fojtik             | Claudia Galicia          |
| IX     | 2014 | Ondrej Fojtik         | Milton Ramos           | Oscar Pujol               | Claudia Galicia          |
| X      | 2015 | Diego Tamayo          | Ibon Zugasti           | Enrique Morcillo          | Anna Ramírez             |
| XI     | 2016 | Josep Betalú          | Julen Zubero           | José Silva                | Ramona Gabriel Batalha   |
| XII    | 2017 | Josep Betalú          | Roberto Bou            | Ignacio Ariel Gili        | Anna Ramírez             |
| XIII   | 2018 | Josep Betalú          | Ramon Sagues           | Roberto Bou               | Ramona Gabriel Batalla   |
| XIV    | 2019 | Josep Betalú          | Guillem Muñoz          | Moisés Dueñas             | Anna Ramírez             |

## Palmarés por países

### Palmarés masculino
| País     | Vitórias |
| -------- | -------- |
| Espanha  | 11       |
| Portugal | 1        |
| Chéquia  | 1        |
| Colômbia | 1        |

### Palmarés feminino
| País           | Vitórias |
| -------------- | -------- |
| Espanha        | 12       |
| Portugal       | 1        |
| Estados Unidos | 1        |